# Elena Maróthy-Šoltésová
Elena Maróthy-Šoltésová (6. ledna 1855 Krupina – 11. února 1939 Martin) byla slovenská spisovatelka a publicistka.

## Život
Narodila se v rodině evangelického faráře a spisovatele Daniela Maróthyho (1825–1878) a Karoliny Hudecové (1834–1857). Měla tři sourozence: Bohuslava (1856–1857), z druhého manželství otce Ľudovíta (1863–1899) evangelického kněze, spisovatele a Izabelu Slávikovou (1865–1941).
Elena získala základní vzdělání v Ľuboreči, navštěvovala německou školu ve Veľkej (nyní část Popradu) 1865–1866 a v Lučenci 1866–1867 absolvovala německý dívčí ústav. Po svatbě s obchodníkem Ľudovítem Michalem Šoltésem (1838–1915), se přestěhovala do Martina, kde se zapojila do veřejné činnosti. Byla členkou spolku Živena, v letech 1894 až 1927 zde působila jako předsedkyně a účastnila se vydávání Almanachu Živeny či Letopisu Živeny. V roce 1910 se zasloužila o založení akciové společnosti Lipa, která zajišťovala práci slovenským lidovým vyšívačkám a odprodej jejich výrobků. Spolek Živena pod jejím vedením založil několik rodinných škol a kurzů pro děvčata.
Navzdory těžkým obdobím v jejím životě (přežila obě své děti Elenu 1876–1884 a Ivana Daniela 1878–1911), se jí výrazně dařilo realizovat rozsáhlou ediční činnost, věnovanou zejména ženám. Díky svým všestranným činnostem byla průkopnicí v řadě oblastí a stala se uznávanou vůdčí osobností ženského hnutí na Slovensku.
Byla pochována na Národnom cintoríne v Martině.

## Díla
V literární tvorbě se snažila o realistické ztvárnění skutečnosti. Psala umělecky-dokumentární a fiktivní prózu s romantickými prvky. Významné jsou ale také její literárně-kritické úvahy, které souborně vyšly po její smrti pod názvem Pohľady na literatúru.

### Próza
- Na dedine (1881) – povídka vydaná v časopise Slovenské pohľady
- Prípravy na svadbu (1882) – vydáno v časopise Slovenské pohľady
- Umierajuce dieťa (1885, Almanach Živeny) – příběh o nemoci a smrti její dcery Eleny
- V černickej škole (1891) – vydáno v časopise Slovenské pohľady
- Proti prúdu (1894) – dvoudílný román
- Prvé previnenie (1896, Letopis Živeny) – novela
- Popelka (1898) – novela
- Za letného večera (1902, Letopis Živeny) – novela
- Sobrané spisy Eleny Maróthy Šoltésovej 1–6 (1921–1925)

### Odborná literatura
- Sedemdesiat rokov života (1925) – memoáry zachycující pouze 20 let autorčina života

### Literární věda
- Korešpondencia Timravy a Šoltésovej (1952)
- Pohľady na literatúru (1958)